# Zara Nelsova

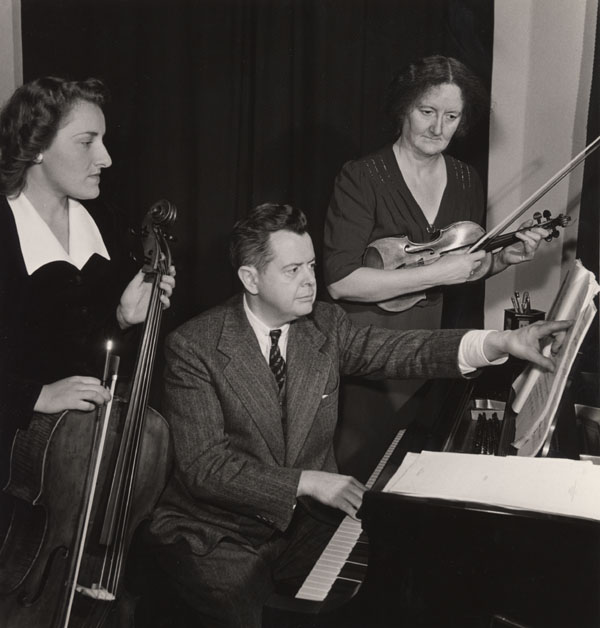
Zara Nelsova, Ernest MacMillan und Kathleen Parlow (um 1944)

Zara Nelsova (geborene Sarah Katznelson; * 23. Dezember 1918 in Winnipeg, Manitoba, Kanada; † 10. Oktober 2002 in Manhattan, New York) war eine klassische Cellistin.

## Leben und Wirken
Ihre Vorfahren waren nach Kanada eingewanderte russische Juden. In Winnipeg hatte sie ihren ersten Auftritt im Alter von fünf Jahren. 1928 zog die Familie wegen ihrer Armut nach London, wo sie bei Herbert Walenn an der London School of Violoncello studierte. Später gelang es ihr, auch Schülerin bei Gregor Piatigorsky, Emanuel Feuermann und auch bei Pablo Casals zu werden.
1930 debütierte sie beim London Symphony Orchestra. Im Zweiten Weltkrieg kehrten sie nach Kanada zurück. Mit ihren Schwestern bildete sie das Canadian Trio. 1942–1944 war sie Cellistin im Conservatory String Quartet. Es folgten Engagements bei den Sinfonieorchestern von Winnipeg, Vancouver und Montreal, Toronto Symphony Orchestra, New Yorker Philharmoniker und London Symphony Orchestra. Sie lehrte an der Juilliard School in New York City von 1962 bis 2002. 1953 Jahren wurde sie US-amerikanische Staatsbürgerin. Zwischen 1963 und 1973 war sie mit dem Pianisten Grant Johannesen verheiratet, mit dem sie auch gemeinsam auftrat.
Sie spielte eine Stradivari aus dem Jahr 1726 und ein Instrument von Pietro Guarneri aus dem Jahr 1735.

## Diskographie (Auswahl)
- Samuel Barber: Cellokonzert, 1951, Lon LPS-332
- Ernest Bloch: Schelomo mit dem London Philharmonic, sowie dem Utah Symphony Orchestra
- Antonín Dvořák: Cellokonzert, 1952, Lon LLP-537
- Édouard Lalo: Cellokonzert mit dem Philharmonischen Orchester of London, 1954, Lon LLP-964